# Héctor Sgarbi
Héctor Sgarbi (Montevideo, 11 de marzo de 1905 - 17 de agosto de 1982) fue un pintor, escultor y diplomático uruguayo.

## Biografía
Estudia en el Círculo de Bellas Artes, donde tuvo como maestros a José Luis Zorrilla de San Martín, Guillermo Laborde, Vicente Puig y Antonio Pena. También se destaca en la práctica deportiva en varias disciplinas a principios de la década de 1920.
Recibe una beca del Ministerio de Instrucción Pública, gracias a la cual puede visitar los centros artísticos europeos, y se radica en París en 1937. Allí estudia en la Escuela de Bellas Artes de París, también estudia con los maestros André Lhote y Othon Friesz. Permanece hasta 1946, sufriendo las vicisitudes de la Segunda Guerra Mundial, y pintando obras inspiradas en esos difíciles momentos.
En 1946 retorna a Montevideo, bajo los auspicios de la Comisión Nacional de Bellas Artes, realiza en Montevideo una exposición de 200 obras pinturas y dibujos que traslada luego a Buenos Aires. Posteriormente se radica en Bruselas, donde desempeña el cargo de Consejero en la Embajada de Uruguay. 
A partir de 1960 se dedica a la escultura.
En 1968, patrocinado por el Ministerio de Relaciones Exteriores, realiza una muestra retrospectiva de 45 años en el Subte Municipal, donde expone dibujo, pintura y escultura. 
Expuso en el Salón de Otoño de París (1940 a 1953), en el Salón de los Independientes (1938 a 1950), en Salones Oficiales de París y Bélgica, y en la Bienale Internacionale di Scultura Carrara, Italia 1962, esculturas en bronce.
En 1974 regresa a Uruguay. En 1976 es nombrado Miembro Honorario de la Comisión del Círculo de Bellas Artes de Montevideo. Desde 1977 dirige clases de Dibujo y Pintura en dicho centro hasta su fallecimiento el 17 de agosto de 1982.
Hoy en día, su obra se puede apreciar en los Museo Municipal de Bellas Artes Juan Manuel Blanes, en el Ministerio de Relaciones Exteriores, en la Sala de la Presidencia del Senado de la República, en galerías y colecciones privadas. En 2001, Galería Latina realizó una muestra retrospectiva de su obra.

## Familia
En 1953, Sgarbi fue padre de un hijo, Carlos, también pintor y diplomático.

## Premios
- Medalla de Plata en el Salón de Artes Plásticas del Centenario de la República.
- Medalla de Plata en Exposición Internacional de París.